# Скоко
Скоко је презиме које се налази у Црној Гори (Сипање), Босни и Херцеговини, Србији и Хрватској настало од речи скок. Значајне личности са овим презименом су:
- Јосип Скоко (1975), бивши аустралијски фудбалер хрватског порекла
- Ноа Скоко (2006), хрватски фудбалер, син бившег
- Сузана Скоко (1971), хрватска спортска стрелица
- Божо Скоко (1976), професор стратешке комуникације на Свеучилишту у Загребу
- Саво Скоко (1923–2013), српски историчар и југословенски командант
- Алмир Скоко (1979.)

Популарни босански музичар у Северној Македонији (Елита Банд)
- Јасмин Скоко (1980.)

Такође је популаран босански музичар у Северној Македонији у истом бенду као и Алмир Скоко (Елита Банд)